# Negazione di san Pietro (certosa di San Martino)
La Negazione di san Pietro è un dipinto olio su tela (140×200 cm) databile al primo quarto del XVII secolo attribuito ad un pittore caravaggesco nordico non ancora identificato, conservato nella sacrestia della certosa di San Martino di Napoli.

## Storia e attribuzione

### Prime notizie e l'assegnazione a Caravaggio
La storia del dipinto tutt'oggi risulta dubbia e controversa da parte della critica, per via di un duplice fattore che ha reso ancor più confuse le vicende legate all'opera. A tal riguardo, infatti, parte degli studiosi ritiene che vi sia stato un errato riporto delle fonti storiografiche già a monte, quindi sin dalla prima volta in cui viene fatta menzione della tela da Bellori (il Mancini invece non ne parla), poi confermata anche dal Celano prima e dal De Dominici nel Settecento, il quale l'avrebbe impropriamente ricondotta alle mani del Caravaggio. Altri storici dell'arte di epoca moderna, come Raffaello Causa e Mina Gregori, invece, hanno ritenuto che il Bellori nella sua narrazione della tela abbia nient'altro che visto la versione della Negazione che il Caravaggio ha eseguito durante il suo secondo soggiorno napoletano, oggi al Metropolitan di New York e che un tempo sarebbe stata in certosa al posto dell'attuale versione del dipinto prima di essere rimossa intorno agli anni '60 del Novecento dal proprietario per essere dapprima restaurata e poi immessa, illegittimamente, nel mercato d'arte estero. Tuttavia anche quest'ultima ipotesi non trova conferme dalle fonti storiografiche, che sono manchevoli di notizie puntuali anche per quanto riguarda la storia meno recente della tela del Merisi.

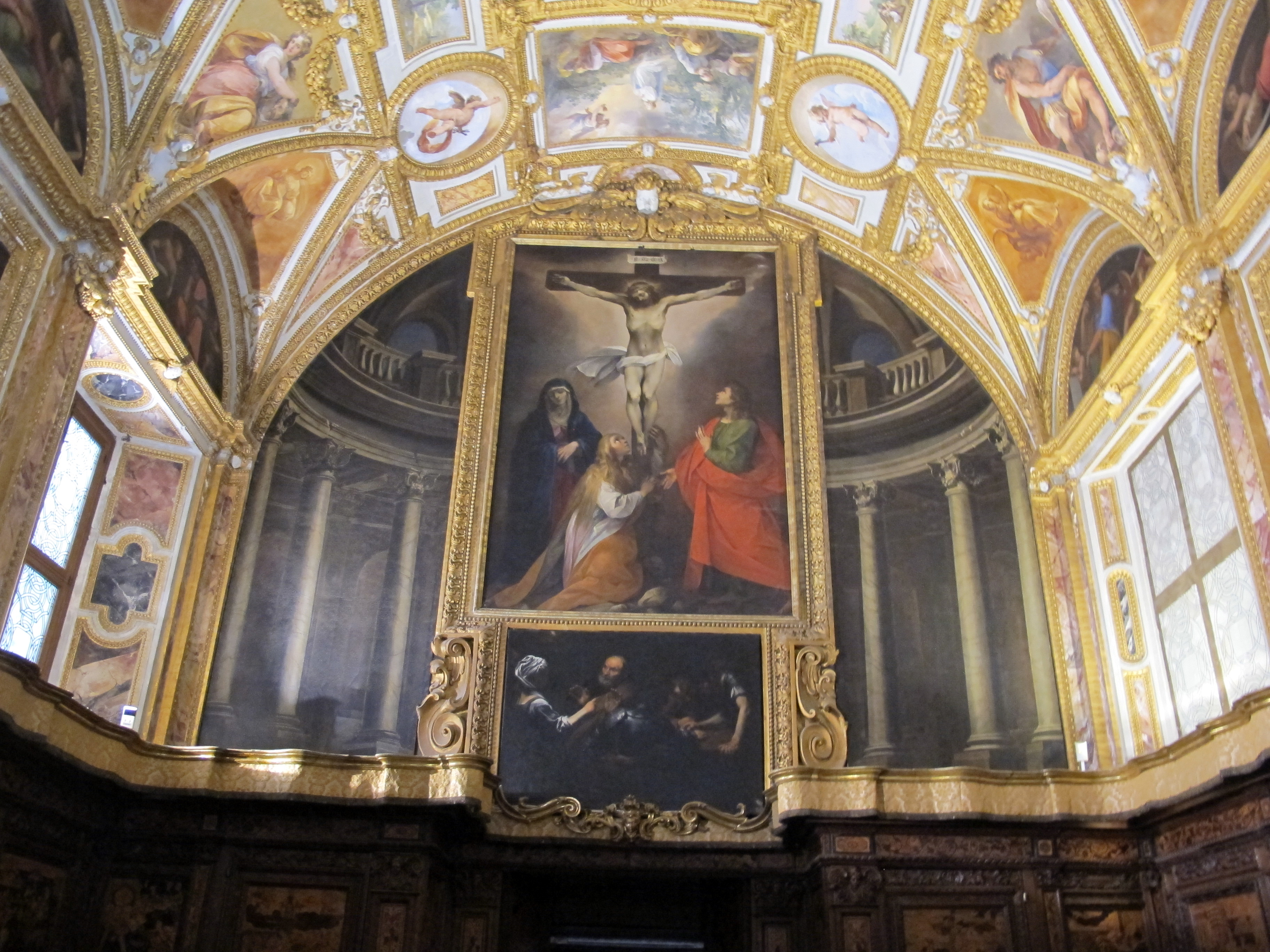
Veduta d'insieme della parete della sacrestia dov'è il dipinto

L'errore di attribuzione commesso dal Bellori sembra comunque che non sia da imputare esclusivamente a lui, in quanto questo è dovuto anche ad una errata "voce comune" diffusa a Napoli nel Seicento che parlava di un'opera del Caravaggio presente nella certosa di San Martino raffigurante appunto la scena della Negazione di san Pietro. Ad ogni modo, da ciò che riporta lo storico romano nel suo libro Le vite de’ pittori, scultori e architetti moderni del 1672, a smentita di ciò che asserisce la Gregori e il Causa, pare che lo stesso abbia sin dall'origine visto l'attuale tela presente a Napoli, dato che il san Pietro è descritto «con le mani aperte», mentre in quella di Caravaggio ha le mani chiuse sul petto.
Da una ulteriore ricostruzione d'archivio fatta agli inizi del Novecento risulta che l'opera attualmente in sacrestia sia stata portata come autografa del Caravaggio addirittura da Cosimo Fanzago, architetto e scultore attivo all'interno del complesso religioso, come si evince infatti dalla lettura degli atti legati a una controversia legale avviata dall'artista bergamasco nei confronti dell'ordine certosino, in quanto questi riteneva di aver ricevuto un compenso poco gratificante per i lavori svolti, da cui compaiono opere che lo stesso Fanzago diede in acconto alla certosa: «due giare di fiori di ricamo, un quadro della negazione di S. Pietro di mano del Caravaggio, quale oggi sta sopra la porta della Sagrestia, e altri due quadri di mano del Rivera (Ribera) [...]», i cui due quadri dello Spagnoletto vennero restituiti all'architetto in modo che «detto real monasterio per saldo di ducati 700 resta creditore in ducati 400 [...]».

### Attribuzioni successive
Nella descrizione che il monaco don Raffaele Tufari fece della certosa nel 1850, questi annoverava in sacrestia «il capolavoro di pittura di Michelangelo da Caravaggio». Pertanto fu solo agli inizi del Novecento che venne messa in discussione la titolarità della tela, con lo storico dell'arte Michele Biancale che la tolse dal Caravaggio per spostarla a Carlo Saraceni, pittore caravaggista di formazione romana.
Dopo l'attribuzione al Saraceni, la critica si è spostata poi verso un'assegnazione al cosiddetto Maestro del Giudizio di Salomone, ignoto pittore che prende il nome dalla tela di medesimo soggetto conservata alla Galleria Borghese di Roma. Successivamente, intorno agli inizi del Duemila, anche tenuto conto del fatto che lo storico dell'arte Giovanni Papi ha spostato tutte le opere attribuite al Maestro agli anni giovanili di Jusepe de Ribera, cosi come avvenuto per la Negazione di palazzo Corsini, fu affidata quindi al pittore spagnolo anche la paternità della Negazione napoletana. Tuttavia, la transazione di tutto il catalogo dal Maestro del Giudizio alla prima giovinezza di Ribera non ha trovato consenso unanime da parte della critica ufficiale, concorde invece solo parzialmente con questa teoria, e quindi che solo una parte delle opere assegnate al Maestro sia spostabile allo Spagnoletto (tra cui la tela Corsini) mentre un'altra parte è riconducibile ad un terzo pittore, probabilmente un caravaggista nordico dei primi anni del XVII secolo non ancora identificato, a cui va assegnata anche questa tela di Napoli.

## Descrizione e stile
(Giovanni Pietro Bellori, Le vite de' pittori, scultori et architetti moderni, Roma, 1672)
Il dipinto riprende ciò che è raccontato nel vangelo di Giovanni, cioè il momento in cui, nella notte della Passione, un'ancella riconosce san Pietro come discepolo di Cristo, mentre questi, con aria stupita, spalanca le mani rinnegando per tre volte di esserlo. A destra della scena sono altri personaggi intorno a un tavolo, con in primo piano di spalle il soldato che nel racconto biblico accompagna l'ancella.
Nella tela, da sempre apprezzata per qualità e stile, a prescindere dall'attribuzione a uno piuttosto e a un altro pittore, appaiono elementi appartenenti ai pittori nord europei, allontanando quindi l'attribuzione al giovane Ribera, come ad esempio la figura femminile in primo piano sulla sinistra che indica san Pietro col capo rivolto indietro guardando verso lo "spettatore", piuttosto come il turbante che la stessa donna porta in testa, riconducibile ai costumi dell'europa fiamminga, o come la luce che divampa dalla torcia in alto, citata anche dal Bellori nella sua descrizione del dipinto, che parla di un grande fuoco che riscalda, che richiama quelle dei pittori olandesi di Utrecht.

## Altre versioni

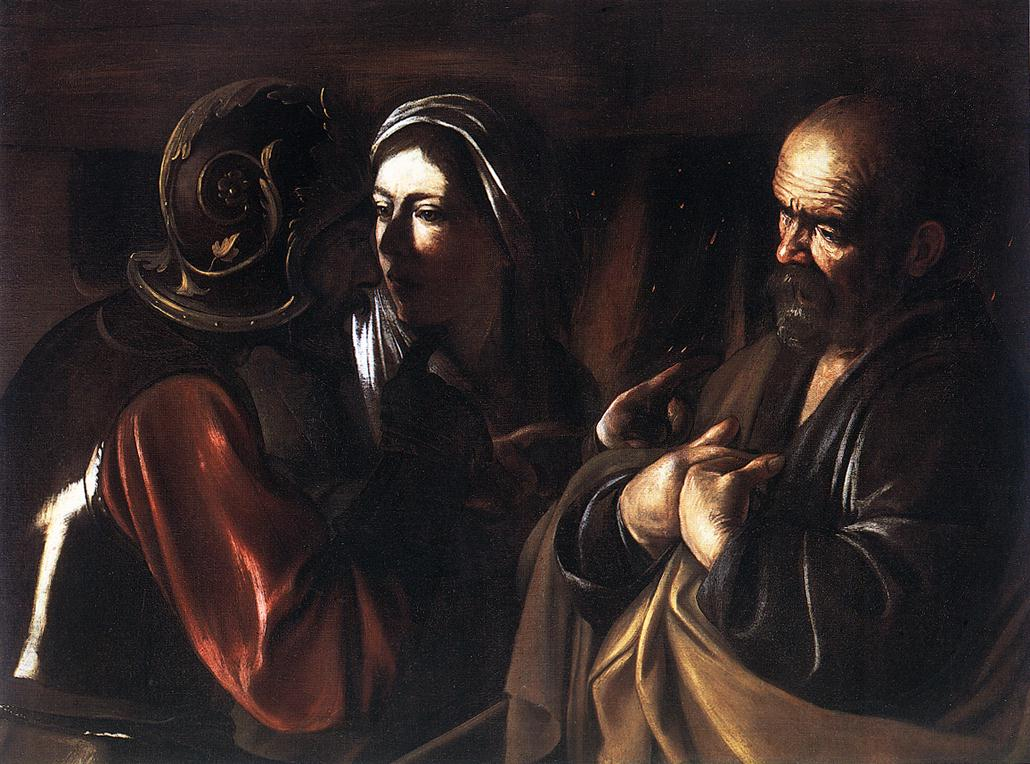
Caravaggio (1609-1610 circa), Metropolitan di New York
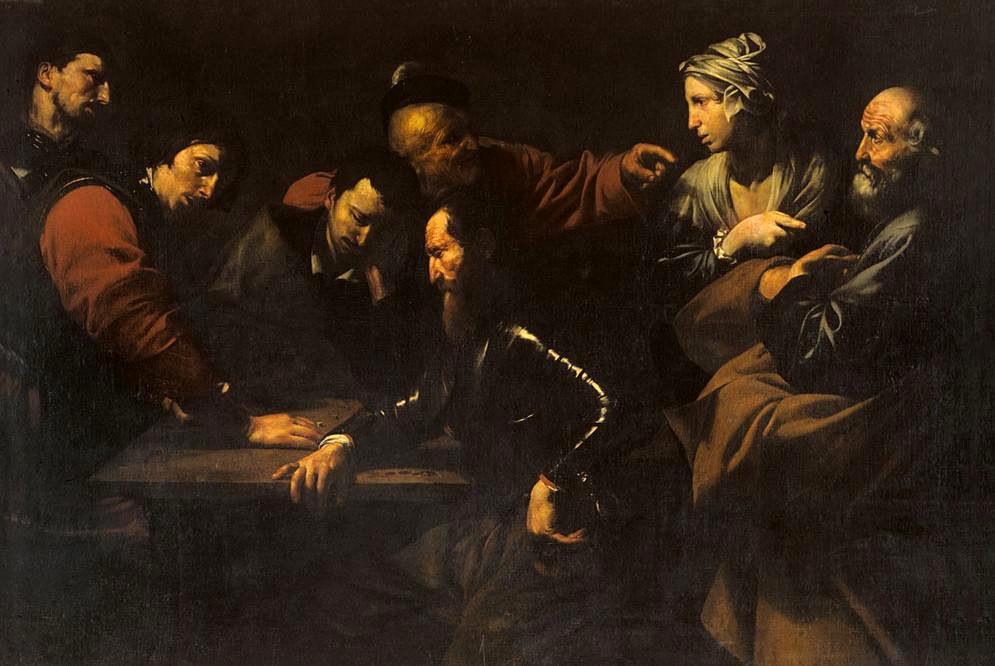
Jusepe de Ribera (1615-1616 circa), Palazzo Corsini di Roma
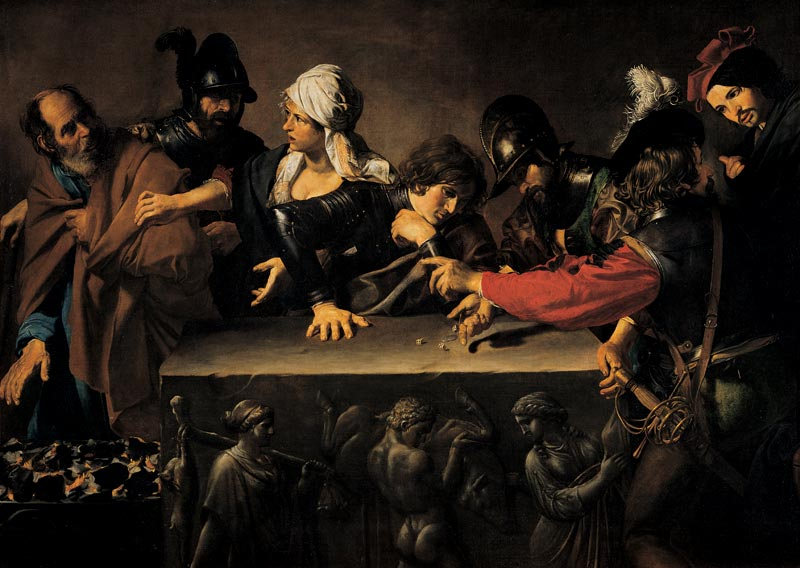
Valentin de Boulogne (1615-1617 circa), Fondazione Longhi di Firenze
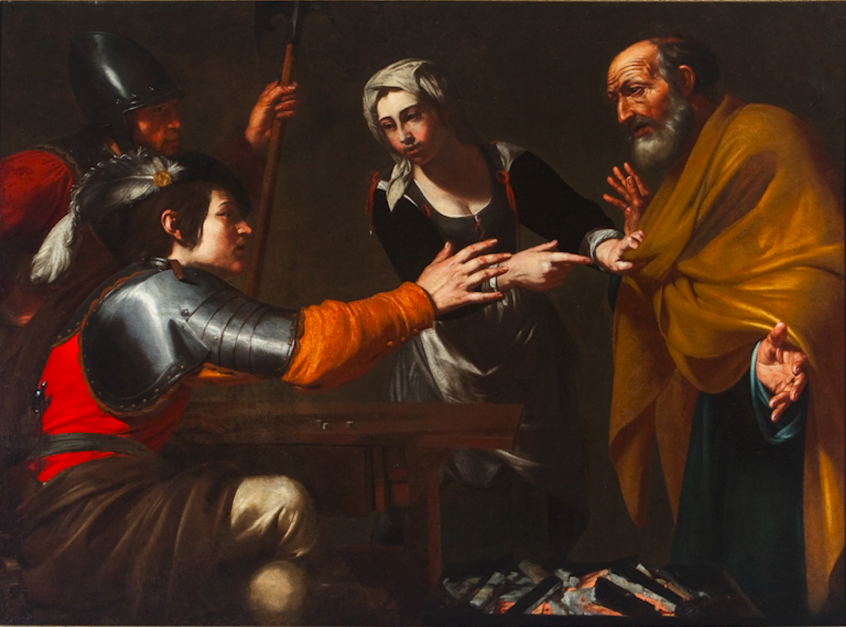
Maestro del Giudizio di Salomone (1625), Quadreria del Pio Monte della Misericordia di Napoli